# Michael Wiseman
Michael Wiseman (Northern California, 12 aprile 1967) è un attore statunitense.
È sposato dal 2001 con l'attrice Caroline Keenan da cui ha avuto due figlie, Dalilah e Olivia.

## Filmografia parziale

### Cinema
- Caged Fury, regia di Bill Milling (1990)
- Predator 2, regia di Stephen Hopkins (1990)
- Cuba libre - La notte del giudizio (Judgment Night), regia di Stephen Hopkins (1993)
- The Stöned Age, regia di James Melkonian (1994)
- Black Scorpion, regia di Jonathan Winfrey (1995)
- Excessive Force II: Force on Force, regia di Jonathan Winfrey (1995)
- Huntress: Spirit of the Night, regia di Mark Manos (1995)
- Conflitti di famiglia (The War at Home), regia di Emilio Estevez (1996)
- Crossworlds - Dimensioni incrociate (Crossworlds), regia di Krishna Rao (1996)
- Planet of the Apes - Il pianeta delle scimmie (Planet of the Apes), regia di Tim Burton (2001)
- Rancid, regia di Jack Ersgard (2004)
- Il prescelto (The Wicker Man), regia di Neil LaBute (2006)
- Hiding Victoria, regia di Dan Chinander (2006)
- Atlas Shrugged: Part III, regia di James Manera (2014)
- Retreat!, regia di Scott Slone (2016)
- Senza controllo (Running Wild), regia di Alex Ranarivelo (2017)
- In Search of Fellini, regia di Taron Lexton (2017)
- Prega perché piova (Pray for Rain), regia di Alex Ranarivelo ( (2017)

### Televisione
- Cin cin (Cheers) – serie TV, 1 episodio (1992)
- I racconti della cripta (Tales from the Crypt) – serie TV, 1 episodio (1992)
- Melrose Place – serie TV, 1 episodio (1992)
- Renegade – serie TV, 1 episodio (1994)
- Walker Texas Ranger (Walker, Texas Ranger) – serie TV, 2 episodi (1996)
- NYPD - New York Police Department (NYPD Blue) – serie TV, 3 episodi (1998)
- Un detective in corsia (Diagnosis: Murder) – serie TV, 1 episodio (1998)
- Nash Bridges – serie TV, 1 episodio (1998)
- Più forte ragazzi (Martial Law) – serie TV, 1 episodio (1998)
- Star Trek: Voyager – serie TV, episodi 7x09 e 7x10 (2000)
- E.R. - Medici in prima linea (ER) – serie TV, 1 episodio (2001)
- X-Files (The X Files) – serie TV, episodio 9x05 (2001)
- Cold Case - Delitti irrisolti (Cold Case) – serie TV, episodio 4x02 (2006)
- The Closer – serie TV, 2 episodi (2007)
- Senza traccia (Without a Trace) – serie TV, 1 episodio (2009)
- Lie to Me - serie TV, 1 episodio 2x13 - Tutta la Verità (2010)

## Doppiatori italiani
Nelle versioni in italiano dei suoi lavori, Michael Wiseman è stato doppiato da:
- Sergio Di Giulio in X-Files
- Roberto Certomà in Cold Case - Delitti irrisolti
- Maurizio Reti in CSI - Scena del crimine
- Stefano Benassi in The Closer
- Maurizio Reti in CSI: Miami
- Enrico Di Troia in Prison Break
- Luca Ghignone in Nip/Tuck
- Saverio Indrio in The Mentalist
- Michele D'Anca in NCIS - Unità anticrimine